# Никей 225
Никей 225 (на японски: 日経225) е един от най-важните борсови индекси на Япония. За първи път индексът е публикуван на 7 септември 1950 г. от Токийска фондова борса, под името TSE Adjusted, Stock Price Average. От 1970 г. индексът се изчислява от японския вестник The Nihon Keizai, Shimbun.
На 15 февруари 2021 г. индексът Никей 225 премина границата от 30 000 точки, което стана най-големият резултат за последните 30 години. Причината за растежа е програма за парично-кредитно стимулиране, реализирана от Японската централна банка за облекчаване финансовото въздействие на пандемията от COVID-19.
Към края на 2022 г. компанията Tokyo Electron (TYO: 8035) има най-голямо влияние върху индекса.

## Изчисляване на индекс
Индексът чрез определяне на сумата от „коригирани цени на акциите“ и разделяне на тази сума на „делител“. „Коригираната цена“ на акция е нейната цена, умножена по коефициент на корекция. Коефициентът на корекция на цената обикновено е равен на 1 за повечето акции, но за акции с относително висока цена, това съотношение е по-ниско. „Делителят“ се настройва при смяна на кошницата на акциите, както и по време разделяне на акции или обратно разделяне, за да се предотврати драстична промяна на индекс от тези непазарни събития.
Индексът Никей 225 се състои от акции на компании. Акции на взаимни фондове, борсово търгувани фондове, фондове за недвижими имоти и привилегировани акции не са включени. Избират се най-търгуваните акции. Ако компания в индекса отпадне поради сливане или фалит, в същия пазарен сектор се търси замяна.
От януари 2010 г. индексът се актуализира на всеки 15 секунди по време на търговските сесии.
В същото време списъкът на компаниите, включени в Никей 225, се преразглежда веднъж годишно, октомври.